# 山本芳久 (映画監督)
山本 芳久（やまもと よしひさ、1976年12月31日 - ）は、日本の映画監督、映画プロデューサー、脚本家。東京都出身。映像制作会社AsprosDrago（アスプロスドラーゴ株式会社）代表取締役。

## 人物
- 映画を100本以上手掛ける映画監督、映画プロデューサー、脚本家。
- 格闘技チームチームアスプロスドラーゴ本宮塾代表[2]。
- WARU下剋上プロデューサー[3]。
- 映像制作会社AsprosDrago（アスプロスドラーゴ株式会社）には、監督・プロデューサーとして山本芳久（代表取締役）、渋谷正一、旭正嗣、山鹿孝起が所属し、助監督として冨永拓輝、廣谷愛が所属していた。

## 作品

### 監督
- 2010年
  - 新☆四角いジャングル *劇場公開作品[4]
- 2013年
  - 日本統一 *劇場公開作品[5][リンク切れ]
  - 日本統一2[6][リンク切れ]
  - 日本統一3[7][リンク切れ]
  - 獅子の復讐[8][リンク切れ]
  - 新・喧嘩高校軍団 義士高vs. 民族高[9]
  - 血塗れの報復[10][リンク切れ]
  - 新宿狼[11][リンク切れ]
- 2014年
  - 日本統一4[12][リンク切れ]
  - 日本統一5[13][リンク切れ]
  - 日本統一6[14][リンク切れ]
  - 日本統一7[15][リンク切れ]
  - 日本統一8[16][リンク切れ]
  - 新・極道の紋章[17][リンク切れ]
  - 新・極道の紋章2[18][リンク切れ]
  - 新・極道の紋章3[19][リンク切れ]

### プロデューサー
- 2001年
  - FAMILY
- 2002年
  - LADY DROP レディ・ドロップ
- 2003年
  - すてごろ 梶原三兄弟激動昭和史
  - 新・空手バカ一代 格闘者
- 2004年
  - 実録・暴走族 BLACK EMPEROR
  - 龍神 LEGENDARY DRAGON
  - 機関車先生
- 2005年
  - 実録・暴走族 ROUTE20
  - 抗争 暴力団VSギャング
  - 無比人
- 2006年
  - 悪 WARU
- 2007年
  - 白竜 赤絨毯の死闘
  - 汚れた代紋
  - 実録・国粋 竜侠
  - 修羅の血涙
  - 極道(やくざ)な月
  - 龍司 〜K(キング)1を目指した男〜
  - 喰いしん坊！ 大喰い苦闘編
  - 関西極道 流血の抗争史
  - 実録 愚連隊の神様 万年東一
  - 実録 九州やくざ道 LB熊本刑務所
  - 病葉(わくらば)流れて
  - 探偵物語
  - 涙でいっぱいになったペットボトル -カンペの手紙-
  - 喰いしん坊! 大喰い開眼篇
- 2008年
  - 実録 銀座警察 義侠
  - CASINO カジノ
- 2009年
  - 修羅の統一
  - もう一つの柳川組 木槿(ムクゲ)の花
- 2010年
  - 新☆四角いジャングル *劇場公開作品
- 2011年
  - マッドドッグ *劇場公開作品
  - ホテル・フラワーズ *劇場公開作品
  - 跡目奪還
  - アウトローズ
  - 狼たちの掟
  - KANKIN監禁
  - 少女時代 〜ヤンキーが行く〜
  - 花と蝶
  - 吸血ガールズ
  - テキ屋ガールズ
  - ガールズ・ゾンビ
  - 殺し屋サチ
  - 事件 〜罠にはまる女たち〜
  - 大阪風紀委員会
  - この男たち、凶暴にて。
- 2012年
  - 首領の道 *劇場公開作品
  - 修羅の花道 *劇場公開作品
  - 追跡者 SHOT GUN *劇場公開作品
  - 武闘派 *劇場公開作品[20][リンク切れ]
  - BAD女ガール *劇場公開作品
  - ブラック・コネクション *劇場公開作品
  - ブラック・コネクション 完結編
  - 仁義の聖戦 〜ジャックナイフ〜 *劇場公開作品
  - 仁義の聖戦 〜ジャックナイフ〜完結編
  - 首領の道2
  - 首領の道3
  - 首領の道4
  - 首領の道5
  - 阿修羅への道
  - 阿修羅への道 完結編
  - 凶という名の極道
  - 凶という名の極道 第二部
  - 凶という名の極道 完結編
  - 艶密くノ一伝 〜葉月篇〜
  - 艶密くノ一伝 〜楓篇〜
  - 傷だらけの侠達
  - 傷だらけの侠達 完結編
  - 極道の紋章 第十六章
  - 極道の紋章 第十七章
  - 極道の紋章 第十八章
  - 極道の紋章 第十九章
  - 修羅の宿命
  - 修羅の宿命 完結編
  - 修羅の花道2
  - 伝説になった男たち
  - サムライ
  - 修羅の掟
  - 激動の疵
  - 仁義の戦い
  - 西成の顔
  - 白竜 ヒットラーの息子
  - 万引きGメンは見た！
  - 中京統一戦線
  - 抗争の黙示録
  - 許されざる者
  - 不良の神様 〜瑠璃の鳴く頃に〜
  - 新宿狼
  - アンダーグラウンド
- 2013年
  - タイガーマスク *劇場公開作品[21]
  - 抗争の挽歌 *劇場公開作品[22][リンク切れ]
  - 修羅よ さらば *劇場公開作品[23][リンク切れ]
  - 二代目はニューハーフ *劇場公開作品[24][リンク切れ]
  - 日本統一 *劇場公開作品[5][リンク切れ]
  - 日本統一2
  - 日本統一3
  - 首領の道6
  - 首領の道7
  - 首領の道8
  - 首領の道9
  - フラワー FLOWER
  - フラワー2
  - 極道の紋章 完結編
  - 暴力列島
  - 暴力列島2
  - ルーザー
  - ルーザー2
  - チンピラ
  - チンピラ2
  - ブラックフェイス
  - ブラックフェイス2
  - 分裂
  - 不動の仁義
  - 獅子の復讐
  - 代理戦争 やくざ×韓国マフィア
  - 血掟
  - 新・喧嘩高校軍団 義士高vs. 民族高
  - 新・年少バトルロワイヤル
  - 組長強奪計画
  - WARU 下剋上
  - 血塗れの報復
  - ハイエナ
  - 日本犯罪史 飼育の穴
  - 修羅の代償
  - 孤独の仁義
  - 組織暴力 対 官僚
  - 日本犯罪史 欲望の穴
  - 荒らぶる侠
  - 日本犯罪史 偽造の快楽
  - 汚れた紋章
  - 報復への道
  - 赤と鉄 〜再生倶楽部(RE-BORN CLUB)〜
- 2014年
  - アンダーフェイス *劇場公開作品[25][リンク切れ]
  - 三代目代行 *劇場公開作品[26][リンク切れ]
  - 一族の絆 *劇場公開作品[27][リンク切れ]
  - 修羅の伝承 荒ぶる凶犬 *劇場公開作品[28][リンク切れ]
  - 兄弟挽歌 *劇場公開作品[29][リンク切れ]
  - ヒットマン 明日への銃声 *劇場公開作品[30][リンク切れ]
  - ゲバルト *劇場公開作品[31][リンク切れ]
  - ゲバルト2 *劇場公開作品[32][リンク切れ]
  - 極道の紋章 外伝 *劇場公開作品[33][リンク切れ]
  - 極道の紋章 外伝2
  - 日本統一4
  - 日本統一5
  - 日本統一6
  - 日本統一7
  - 日本統一8
  - 新・極道の紋章
  - 新・極道の紋章2
  - 新・極道の紋章3
  - 首領の道10
  - 首領の道11
  - 首領の道12
  - 首領の道13
  - 日本やくざ抗争史 絶縁 第一章
  - 日本やくざ抗争史 絶縁 第二章
  - 日本やくざ抗争史 首領襲撃
  - 日本やくざ抗争史 西成抗争
  - 日本やくざ抗争史 関東城北戦争
  - 関東極道連合会 第一章
  - 三代目代行2
  - 三代目代行3
  - 新・年少バトルロワイヤル2
  - 新・年少バトルロワイヤル3
  - 暗黒の戦い
  - フィクサー
  - 荒ぶる魂の華
  - 西日本最大の抗争
  - 最後の極道
  - 最強独立組織
  - 盃外交
  - 強奪(しのぎ)6億円.....
  - 除籍 血濡れの怪文書
  - 極道の教典 第一章
- 2015年
  - 極道の教典 第二章
  - 極道の教典 第三章
  - 極道の教典 第四章
  - 極道の教典 第五章
  - 仁義なきやくざ
  - 修羅の分裂
  - 裏社会の男たち
- 2016年
  - 裏社会の男たち 第二章
  - 代紋の墓場5
  - 裏社会の男たち 第三章

### プロデューサー補佐
- 新GONIN 極道番外地（2000年）

### アソシエイトプロデューサー
- 龍虎兄弟（2002年）
- 実録・瀬戸内やくざ戦争 伊予路水滸伝（2003年）

### 製作
- 最後の神農(てきや)（2004年）
- 首領への道外伝 白虎会見参（2004年）
- 実録・暴走族 SPECTER 傷だらけの勲章（2004年）

### 脚本
- 日本統一1-3,6-17（2013年 - 2016年）

### その他
- 誇り高き戦い（1999年）車輌